# Индже
Индже́ (кор. 인제군?, 麟蹄郡?, Inje-gun) — уезд в провинции Канвондо, Южная Корея.

## История
В эпоху Трёх царств на территории современного Индже находился район Чоджок (Чоджокхён), входящий в состав государства Когурё. Первое упоминание об Чоджоке относится к 37 году до н. э. После того, как эти земли отошли под контроль Силла, название было изменено на Хвидже (Хвиджехён). Хвидже просуществовал до конца XIX века, после чего, в 1895 году, название было изменено на Индже. 4 августа 1896 года Индже был присвоен статус уезда (кун). В октябре 1906 года в состав Индже вошёл Киринмён, район уезда Чхунчхон. В состав Киринмён также вошли районы Нэмён и Нэсамни, ранее входившие в состав уезда Каннын. 17 ноября 1954 года состоялось очередное увеличение площади Индже — в его состав были включены Хэанмён, ранее входивший в уезд Янгу и Синнаммён, ранее входивший в уезд Хончхон.

## География
Индже расположен в северной гористой части провинции Канвондо. Граничит с Сокчхо, Янъяном и Косоном на востоке, Хончхоном на юге и Янгу на западе. На севере граница проходит по Демилитаризованной зоне, отделяющей Южную Корею от КНДР. Протяжённость уезда с севера на юг составляет 72,1 км, с запада на восток — 51,5 км 90 % территории, занимаемом уездом, покрыто лесами. Местность преимущественно гористая, в Индже находятся 20 гор высотой более 800 метров. Для сельского хозяйства земля малопригодна, только 5 % территории используется под нужды сельского хозяйства.

## Административное деление
Индже административно делится на 1 ып и 5 мён:
| Название  | Хангыль | Площадь, км² | Население, чел | Внутреннее деление |
| --------- | ------- | ------------ | -------------- | ------------------ |
| Инджеып   | 인제읍  | 315,22       | 9 729          | 11 ри              |
| Киринмён  | 기린면  | 275,24       | 5 136          | 5 ри               |
| Наммён    | 남면    | 243,35       | 4 282          | 12 ри              |
| Пукмён    | 북면    | 349,05       | 8 550          | 17 ри              |
| Саннаммён | 상남면  | 197,78       | 1 791          | 4 ри               |
| Сохвамён  | 서화면  | 265,22       | 3 410          | 5 ри               |

## Культура
В Индже проходит ряд фестивалей:
- Фестиваль подлёдной рыбалки — проходит на крупнейшем пресноводном озере региона, Соянхо, в зимнее время. Во время фестиваля проводятся различные конкурсы и игры, такие как боулинг на льду, ледовый футбол и т. д.
- Фестиваль экстремальных видов спорта — проходит ежегодно в начале августа. В программе фестиваля соревнования по мотокроссу, рафтингу, маунтинбайку, параглайдингу и другим экстремальным видам спорта.
- Фольклорный фестиваль Хапкан — проходит ежегодно в начале октября и посвящён традиционной корейской культуре. Проводятся театрализованные шествия, разыгрываются древнекорейские ритуалы, выступают фольклорные коллективы.[1]

## Туризм и достопримечательности
Природные:
- Пик Тэчхонсан — высочайшая вершина гор Сораксан (1708 м). Проложено несколько туристических маршрутов.
- Драконья топь на горе Тэамсан. Болото на горе Тэамсан охраняется государством из-за своей уникальной природы. Оно расположено на высоте 1280 м и является высочайшим в стране. В 1977 году Южная Корея присоединилась к Рамсарскому договору (англ. Ramsar Agreement) о сохранении водно-болотных угодий. Драконья топь вошла в охранный список этого договора от Южной Кореи под первым номером.
- Водопад Тэсын — является одним из крупнейших в стране (высота 88 м). Окрестности водопада служили летней резиденцией ванов династии Чосон.
- Долина в районе Пукмён. С корейского языка её название переводится как «Долина купален двенадцати ангелов». В этой долине находится каскад водопадов и небольших озёр. Общая высота каскада — 84 м. Известные корейские поэты, например Ли Ынсан, воспевали красоту этой долины.
- Минеральные источники Пандон. По легенде их обнаружил более 300 лет назад местный крестьянин. Он бродил здесь в поисках корня женьшеня. После продолжительных поисков он нашён огромный корень и, когда выдернул его, из земли забил источник.
- Долина Нэринчхон — через эту долину протекает множество быстрых горных речек, поэтому это место популярно среди любителей рафтинга.

Исторические:
- Главное историческое место в уезде — буддийский монастырь VII века Пэктамса.
- Павильон Хапганджон. Был построен в начале XVII века в конфуцианских традициях. Принадлежал местной конфуцианской школе.[1]

## Символы
- Цветок: королевская азалия — символизирует человечность и энергичность.
- Дерево: тисовое дерево — символизирует терпение и непрерывный прогресс.
- Птица: белый голубь — символизирует мудрость и доброжелательность.
- Маскот: выдра Судари — символизирует чистую природу.